# Geocenamus nanus
Geocenamus nanus är en rundmaskart som först beskrevs av Allen 1955.  Geocenamus nanus ingår i släktet Geocenamus och familjen Belonolaimidae. Inga underarter finns listade i Catalogue of Life.